# Teatro di Quaranthana
Il Teatro di Quaranthana è un teatro situato a San Miniato.
La sua ubicazione nel paese di Corazzano, frazione di campagna del Comune di San Miniato ed è residenza stabile dell'Associazione Teatrino dei Fondi/Centro di promozione Teatrale e della casa editrice Titivillus Mostre Editoria. Il nome (Teatro di Quaranthana) deriva da quello di un'antica pieve, forse quello originario del borgo, duecento anime nel Comune di San Miniato, sulla direttrice della Via Francigena.

## Storia
Qui, nel 1995, il Teatrino dei Fondi ha avviato un cartello di progettualità molto dinamica e variegata, corsi, laboratori, convegni, spettacoli, la casa editrice Titivillus, mostre, biblioteca, produzioni, ospitalità, spazio ragazzi e così via, lungo percorsi di una "teatralità" totale e senza frontiere, polimorfa e multilingue.
L'edificio che accoglie la sede è di proprietà  del Comune e ubicato nel centro del paese. Risale agli anni 1930, e via via fu Casa del Fascio, Casa del Popolo,  Scuola Elementare, Stazione de Carabinieri. Ora è un centro culturale che richiama pubblico e addetti ai lavori e mette in circuito energie e risorse spaziando nella ricerca come nel teatro dei ragazzi.
Grazie ai recenti lavori di ristrutturazione (il nuovo stabile è stato inaugurato il 15 gennaio 2004), il Quaranthana è diventato Teatro Comunale. Vanta una sala di quasi 100 posti e una saletta espositiva utilizzabile anche come sede di laboratori.
Oltre al Teatrino dei Fondi, la cui attività dal 1993 spazia nei campi più vari del settore dello spettacolo (regia, insegnamento universitario, pratica organizzativa, direzione e cura di numerosi festival, organizzazione e allestimento mostre) e alla Titivillus Mostre Editoria, al Quaranthana trovano sede anche il Centro Internazionale di Drammaturgia "La Loggia" e il Centro per la fotografia dello spettacolo. Un'attività che, complessivamente, impiega una sessantina di persone.